# Klausturhæð
Klausturhæð är ett berg i republiken Island. Det ligger i regionen Austurland, 300 km öster om huvudstaden Reykjavík. Toppen på Klausturhæð är 562 meter över havet.
Trakten runt Klausturhæð är nära nog obefolkad, med mindre än två invånare per kvadratkilometer. Trakten runt Klausturhæð består i huvudsak av gräsmarker.